# Jacinta
Maria Jacinta Bola Ramos, conosciuta come Jacinta (Gafanha da Nazaré, 26 maggio 1971), è una cantante portoghese.

## Biografia
Jacinta si è formata al Dipartimento di Scienze Sociali dell'Università del Minho e ha completato i suoi studi alla Manhattan School of Music, specializzandosi in canto jazz. Ha completato la sua formazione all'Università di Aveiro, dove ha studiato composizione e musica da camera. Tiene la cattedra del corso di musica all'Università Federale di Piauí in Brasile.
Nel 2001 ha iniziato a collaborare con il trombettista e produttore Laurent Filipe alle serate dal vivo Tributo a Bessie Smith, progetto che è arrivato in studio di registrazione e che ha preso forma nell'album di debutto di Jacinta, A Tribute to Bessie Smith, uscito nel 2003 con la Blue Note Records. Il disco ha raggiunto la 7ª posizione nella classifica di vendite portoghese e si distingue per essere stato il primo album jazz portoghese a ottenere il disco d'oro dall'Associação Fonográfica Portuguesa per le 25 000 copie vendute a livello nazionale.
Nel 2006 è uscito il secondo album di Jacinta, Day Dream, che è entrato all'11º posto nella classifica nazionale. Ha seguito Convexo nel 2007, e nel 2009 è stata la volta di Songs of Freedom, suo terzo ingresso in classifica alla 16ª posizione.
Jacinta è stata invitata dall'emittente radiotelevisiva nazionale RTP come autrice di uno dei brani in gara al Festival da Canção 2023.

## Discografia

### Album in studio
- 2003 – A Tribute to Bessie Smith
- 2006 – Day Dream
- 2007 – Convexo
- 2009 – Songs of Freedom
- 2011 – Recycle Swing

### Album live
- 2018 – Semhora

### EP
- 2016 – Musica.pt

### Singoli
- 2019 – Luna Bar (con Antonio Bastos)
- 2021 – Sal (con Antonio Bastos)